# Сажин, Николай Алексеевич
Николай Алексеевич Сажин (9 апреля 1948, Троицк — 2 апреля 2019, Санкт-Петербург) — советский и российский художник, педагог, член Санкт-Петербургского Союза художников, Член Санкт-Петербургской академии современного искусства.

## Биография
Николай Сажин родился в 1948 году в Троицке Челябинской области. В возрасте 11 лет вместе с родителями переехал в Выборг. Позже Художник говорил, что именно впечатления детства, проведенного в далеком от суеты, провинциальном городе, способствовали развитию его воображения. 
После окончания школы Сажин поступает в Таврическое художественное училище (ныне училище им. Н. К. Рериха), где, по его словам, получил основы понимания творчества. После прохождения службы в СА возвращается в училище. Но наибольшее влияние на формирование его как художника оказал именно первый год обучения на отделении декоративной графики. 
После окончания училища, продолжает обучение в петербургской Академии художеств на факультете графики. В выборе дипломной темы проявилось пристрастие Сажина к гротескному и фантастическому. Изначально, выпускник графического факультета планировал проиллюстрировать произведения Э. Т. А. Гофмана, но затем обратился к не менее колоритному миру уральских сказок П. Бажова. Учёбу в Академии, Сажин сочетал с активной деятельностью в кругах неофициальных художников. Проведя практически 11 лет в стенах образовательных учреждений, Сажин замечает, что любого творческого человека в большей степени формирует окружение, а не школа. В выборе же дипломной темы проявилось пристрастие художника ко всему гротескному и фантастическому. В творческой биографии художника можно выделить целый период увлечения фольклором: стихийностью народных праздников и фантастическими образами, сочетающими звериное и человеческое.
Скончался в Санкт-Петербурге 2 апреля 2019 года.

## Педагогической деятельность
Отдельная страница в деятельности Николая Сажина это педагогическая деятельность. И формально и по внутреннему убеждению он являлся не педагогом-мастером, а приглашенным преподавателем — человеком со стороны, призванным заразить учеников свободой творческого импульса. Сажин, как и многие, был убеждён, что истинный художник проходит внутренний путь, процесс личного становления, связанного с отторжением каких-либо влияний. Стремление к творческой свободе сформировало художественный язык Сажина — графика и живописца. На любой групповой выставке Сажин узнаваем своим чернильным колоритом и причудливым симбиозом растительных и физиологических форм.

## Особенности творчества
Сажин признавался, что темы его творчества неизменны — всегда это темы любви и смерти, Эроса и Танатоса в их взаимопроникновении и трансформации. Николай Сажин убедительно говорил о значении инстинктивного в человеке и его деятельности. Смерть и страсть интересуют художника как пограничные, экзистенциальные ситуации, раскрывающие животную природу и пробуждающие дремлющие инстинкты. Само творчество не лишено инстинктивных импульсов. Эстетические воззрения Сажина довольно традиционны: в искусстве существуют вечные темы, о которых веками говорят художники, пребывающие в постоянном поиске новых выразительных средств: нового стиля, нового языка. Обладая мастерством выпускника академии, Николай Сажин не побоялся инстинктивного поиска и смелого эксперимента. Из природной стихии, из плоти и сухожилий, художник высвободил универсальную форму, обращаясь к которой он вновь и вновь заставляет задуматься о связи жизни со смертью.

## Основные персональные выставки
- 1985 — ДК ЛСПО им. Я. М. Свердлова, Ленинград
- 1988 — Художественно-исторический музей, Выборг
- 1988 — Галерея К. Стейли, Портленд, США
- 1988 — Киностудия «Ленфильм», Ленинград
- 1991 — Центр искусств им С. Дягилева, Санкт-Петербург, Россия
- 1991 — Выставочный зал «Фёдор», Сестрорецк, Россия
- 1991 — Галерея С. Дэвидсона, Сиэтл, США
- 1993 — Галерея С. Дэвидсона, Сиэтл, США
- 1993 — Галерея «Марс», Москва, Россия
- 1994 — Выставочный зал «Федор», Сестрорецк, Россия
- 1994 — Галерея «Палитра», Санкт-Петербург, Россия
- 1995 — Городская картинная галерея, Новосибирск, Россия
- 1997 — Галерея «Палитра», Санкт-Петербург, Россия
- 1999 — Музей нонконформистского искусства, Санкт-Петербург, Россия
- 2000 — Галерея современного искусства «Аврора», Тверь, Россия
- 2004 — Галерея «Гранд-Арт», Санкт-Петербург, Россия
- 2004 — Государственный Русский музей, Санкт-Петербург, Россия[3]
- 2008 — Новый выставочный зал Музея городской скульптуры, Санкт-Петербург, Россия[4]
- 2010 — Музей современного искусства Эрарта, Санкт-Петербург, Россия

## Работы находятся в собраниях
- Государственный Эрмитаж, Санкт-Петербург
- Государственный Русский музей, Санкт-Петербург
- Центральный выставочный зал «Манеж», Санкт-Петербург
- Музей современных искусств имени С. П. Дягилева СПбГУ, Санкт-Петербург
- Музей нонконформистского искусства, Санкт-Петербург
- Музей искусства Санкт-Петербурга XX—XXI веков, Санкт-Петербург[5]
- Музей современного искусства Эрарта , Санкт-Петербург, Россия
- Музей изобразительных искусств им. А. С. Пушкина, Москва
- Государственный художественный музей, Таллинн, Эстония
- Городская картинная галерея, Новосибирск
- Музей Анны Ахматовой в Фонтанном доме, Санкт-Петербург
- Историко-архитектурный музей-заповедник, областной художественный музей, Рязань
- Музей уличного искусства, Санкт-Петербург
- Музей Зиммерли, Нью-Джерси, США
- Музей эротического искусства, Гамбург, Германия
- Пекинский государственный музей интернационального искусства, Пекин, Китай
- Версальский университет, Версаль, Франция
- Музей изобразительных искусств Республики Карелия, Петрозаводск
- Музей современного искусства, Сосновый Бор
- Художественный музей современного искусства Царскосельская коллекция
- в частных собраниях России, Франции, Германии, США, Италии, Норвегии, Швейцарии, Дании, Израиля. Японии, Финляндии

## Дополнительная информация
Художник о творчестве: «Что такое интуиция у художника? Это же звериное чувство, оно не поддается никакому анализу. Чем талантливее человек, тем больше вещей, которые ему трудно объяснить. Почему он это сделал? Потому что ему так показалось. Научить рисовать фигуру можно, стать художником — не научишь, так как много интуитивных вещей.
Новизна, на мой взгляд, заключается в языке и стиле. Кто нашел свою точку отсчёта, откуда можно смотреть на традиционные вещи, на традиционные темы, тот, наверное, и интересный художник.» 